# Sabulodes gertruda
Sabulodes gertruda är en fjärilsart som beskrevs av George Duryea Hulst 1896. Sabulodes gertruda ingår i släktet Sabulodes och familjen mätare. Inga underarter finns listade.